# プリンスエドワードアイランド州副総督
プリンスエドワードアイランド州副総督 (Lieutenant Governor of Prince Edward Island) は、カナダのプリンスエドワードアイランド州の副総督。以下の一覧では、同州がイギリス植民地だった時代の総督についても列挙する。

## セントジョンズ島植民地総督
| # | 氏名                   | 就任          | 退任          |
| - | ---------------------- | ------------- | ------------- |
| 1 | ウォルター・パターソン | 1769年7月14日 | 1786年11月4日 |

## セントジョンズ島植民地副総督
| # | 氏名                   | 就任          | 退任         |
| - | ---------------------- | ------------- | ------------ |
| 2 | エドマンド・ファニング | 1786年11月4日 | 1799年2月1日 |

## プリンスエドワード島植民地副総督
| #  | 氏名                                             | 就任           | 退任           |
| -- | ------------------------------------------------ | -------------- | -------------- |
| 2  | エドマンド・ファニング                           | 1799年2月1日   | 1804年5月10日  |
| 3  | ジョゼフ・フレデリック・ウォーレット・デスバレス | 1804年5月10日  | 1813年7月24日  |
|    | ウィリアム・タウンゼント（総督代行）             | 1812年8月5日   | 1813年7月24日  |
| 4  | チャールズ・ダグラス・スミス                     | 1813年7月24日  | 1824年4月19日  |
| 5  | ジョン・レディ                                   | 1824年4月19日  | 1831年3月16日  |
| 6  | マレイ・マクスウェル                             | 1831年3月16日  | 1831年7月26日  |
| 7  | アレタス・ウィリアム・ヤング                     | 1831年7月26日  | 1835年12月1日  |
| 8  | ジョージ・ライト                                 | 1835年12月1日  | 1836年8月30日  |
| 9  | ジョン・ハーヴェイ                               | 1836年8月30日  | 1837年3月31日  |
| 10 | チャールズ・オーガスタス・フィッツロイ           | 1837年3月31日  | 1841年11月2日  |
| 8  | ジョージ・ライト                                 | 1841年11月2日  | 1841年11月13日 |
| 11 | ヘンリー・ハントリー                             | 1841年11月13日 | 1847年11月1日  |
| 12 | ドナルド・キャンベル                             | 1847年12月9日  | 1850年10月18日 |
| 13 | アンブローズ・レイン                             | 1850年10月18日 | 1851年3月10日  |
| 14 | アレクサンダー・バナーマン                       | 1851年3月10日  | 1854年7月11日  |
| 15 | ドミニク・デイリー                               | 1854年7月11日  | 1859年5月25日  |
| 16 | チャールズ・ヤング                               | 1859年5月25日  | 1859年6月8日   |
| 17 | ジョージ・ダンダス                               | 1859年6月8日   | 1868年10月22日 |
| 18 | ロバート・ホジソン                               | 1868年10月22日 | 1870年10月6日  |
| 19 | ウィリアム・クリーヴァー・フランシス・ロビンソン | 1870年10月6日  | 1873年1月1日   |

## プリンスエドワードアイランド州副総督
| #  | 氏名                                             | 就任           | 退任           |
| -- | ------------------------------------------------ | -------------- | -------------- |
| 19 | ウィリアム・クリーヴァー・フランシス・ロビンソン | 1873年1月1日   | 1874年7月4日   |
| 18 | ロバート・ホジソン                               | 1874年7月4日   | 1879年7月10日  |
| 20 | トーマス・ヒース・ハヴィランド                   | 1879年7月10日  | 1884年7月18日  |
| 21 | アンドルー・アーチボルド・マクドナルド           | 1884年7月18日  | 1889年9月2日   |
| 22 | ジェディダイア・スレイソン・カーヴェル           | 1889年9月2日   | 1894年2月14日  |
| 23 | ジョージ・ウィリアム・ハウラン                   | 1894年2月21日  | 1899年5月23日  |
| 24 | ピーター・アドルファス・マッキンタイア           | 1899年5月23日  | 1904年10月3日  |
| 25 | ドナルド・アレクサンダー・マッキノン             | 1904年10月3日  | 1910年6月1日   |
| 26 | ベンジャミン・ロジャース                         | 1910年6月1日   | 1915年6月3日   |
| 27 | オーガスティン・コリン・マクドナルド             | 1915年6月3日   | 1919年7月16日  |
| 28 | マードック・マッキノン                           | 1919年9月2日   | 1924年9月8日   |
| 29 | フランク・リチャード・ハーツ                     | 1924年9月8日   | 1930年11月19日 |
| 30 | チャールズ・ダルトン                             | 1930年11月19日 | 1933年12月9日  |
| 31 | ジョージ・デ・ブリゼイ・ド・ブロワ               | 1933年12月28日 | 1939年9月11日  |
| 32 | ブラッドフォード・ウィリアム・ルパージュ         | 1939年9月11日  | 1945年5月18日  |
| 33 | ジョゼフ・アルフォンザス・バーナード             | 1945年5月18日  | 1950年10月4日  |
| 34 | トーマス・ウィリアム・レミュエル・プラウズ       | 1950年10月4日  | 1958年3月31日  |
| 35 | フレデリック・ウォルター・ハインドマン           | 1958年3月31日  | 1963年8月1日   |
| 36 | ウィリボルド・ジョセフ・マクドナルド             | 1963年8月1日   | 1969年10月6日  |
| 37 | ジョン・ジョージ・マッケイ                       | 1969年10月6日  | 1974年10月24日 |
| 38 | ゴードン・ロックハート・ベネット                 | 1974年10月24日 | 1980年1月14日  |
| 39 | ジョゼフ・オーバン・ドイロン                     | 1980年1月14日  | 1985年8月1日   |
| 40 | ロイド・マクフェイル                             | 1985年8月1日   | 1990年8月16日  |
| 41 | マリオン・ロレッタ・リード                       | 1990年8月16日  | 1995年8月30日  |
| 42 | ギルバート・クレメンツ                           | 1995年8月30日  | 2001年5月8日   |
| 43 | J・リオンス・バーナード                          | 2001年5月28日  | 2006年7月31日  |
| 44 | バーバラ・オリヴァー・ハガーマン                 | 2006年7月31日  | 2011年8月15日  |
| 45 | H・フランク・ルイス                              | 2011年8月15日  |                |